# آسيا جبار
آسيا جبار هو الاسم المستعار لفاطمة الزهراء إمالهايين (30 يونيو 1936، شرشال - 6 فبراير 2015، باريس)، أكاديمية وكاتبة وروائية ومخرجة جزائرية. معظم أعمالها تناقش المُعضلات والمصاعب التي تواجه النساء، كما عرف عنها الكتابة بحس أنثوي الطابع.
تُعتبر آسيا جبار أشهر روائيات الجزائر ومن أشهر الروائيات في شمال أفريقيا. انتخبت في 26 يونيو 2005 لعضوية أكاديمية اللغة الفرنسية، وهي أعلى مؤسسة فرنسية تختص بتراث اللغة الفرنسية، حيث تعتبر أول شخصية من بلاد المغرب والعالم العربي و شمال إفريقيا تصل لهذا المنصب.
أخرجت عدداً من الأفلام التسجيلية في فترة السبعينيات، منها (الزردة وأغاني النسيان) عام 1978، وفيلماً روائياً طويلاً للتلفزيون الجزائري بعنوان (نوبة نساء جبل شنوة) عام 1977، ومن أعمالها الروائية (ظل السلطانة، لا مكان في بيت أبي، نساء الجزائر، ليالي ستراسبورغ، الجزائر البيضاء) أقامت في فرنسا حتى وفاتها في فبراير عام 2015 عن عمر يناهز 79 عامًا.

## سيرة ذاتية
ولدت باسم فاطمة الزهراء في 30 يونيو 1936 في شرشال غرب الجزائر العاصمة، حيث تلقت دراستها الأولى في المدرسة القرآنية في المدينة قبل أن تلتحق بالمدرسة الابتدائية الفرنسية في مدينة موزاية ثم البليدة فالجزائر العاصمة. شجعها والدها الذي تقول عنه بأنه «رجل يؤمن بالحداثة والانفتاح والحرية». تابعت دراستها في فرنسا حيث شاركت في إضرابات الطلبة الجزائريين المساندين للثورة الجزائرية ولاستقلال الجزائر.
نشرت أول أعمالها الروائية وكانت بعنوان «العطش» (1957) ولم تتجاوز العشرين من العمر، ثم رواية «نافذة الصبر» 1958. بعد استقلال الجزائر توزعت جبار بين تدريس مادة التاريخ في جامعة الجزائر العاصمة والعمل في جريدة المجاهد، مع اهتمامها السينمائي والمسرحي.
في عام 1958 تزوجت الكاتب أحمد ولد رويس (وليد قرن) الذي ألف معها رواية أحمر لون الفجر وانتقلت للعيش في سويسرا ثم عملت مراسلة صحفية في تونس. ولأنها لا يمكنها الانجاب، تبنت في عام 1965 طفلا في الخامسة من عمره من دار الأيتام بالجزائر، اسم الطفل محمد قرن (بالفرنسية: Mohamed Garne) الذي أعترف به في عام 2001 «ضحية حرب» من قبل الحكومة الفرنسية. ولكن زواجها واجهته مصاعب كثيرة فتخلت عن ابنها بالتبني وانتهى زواجها بالطلاق عام 1975[بحاجة لمصدر].
لم تزر الجزائر سوى مرة واحدة خلال النزاع الدامي الذي شهدته التسعينات بين قوات الأمن والجماعات الإسلامية المسلحة لتشييع جنازة والدها الذي كان مدرسا. تزوجت آسيا جبار مرة ثانية إلى الشاعر والكاتب الجزائري عبد المالك علولة. هاجرت إلى فرنسا عام 1980 حيث بدأت بكتابة رباعيتها الروائية المعروفة، التي تجلى فيها فنها الروائي وفرضها كصوت من أبرز الكتاب الفرنكوفونيين. واختارت شخصيات رواياتها تلك من العالم النسائي فمزجت بين الذاكرة والتاريخ. من رواية «نساء الجزائر» إلى رواية «ظل السلطانة» ثم «الحب والفنتازيا» و«بعيداً عن المدينة».
في أوج الحرب الأهلية الجزائرية كتبت عن الموت أعمالاً روائية أخرى منها: «الجزائر البيضاء» و«وهران... لغة ميتة». وبعيداً من مناخات الحرب، بل ومن أجواء الحبّ المتخيّل، كتبت رواية «ليالي ستراسبورغ». وهي لم تكتب هذه الرواية هرباً من وجع الموت الجماعي الذي شهدته الجزائر، وإنما كعلاج نفسي داوت به غربتها وآلامها، بحسب تعبيرها.
كما كانت آسيا جبار أول امرأة جزائرية تنتسب إلى دار المعلمين في باريس عام 1955 م، وأول أستاذة جامعية في الجزائر ما بعد الاستقلال في قسم التاريخ والآداب، وأول كاتبة عربية تفوز عام 2002 بـجائزة السلام التي تمنحها جمعية الناشرين وأصحاب المكتبات الألمانية، وقبلها الكثير من الجوائز الدولية في إيطاليا، الولايات المتحدة وبلجيكا، وفي 16 يونيو 2005 انتخبت بين أعضاء الأكاديمية الفرنسية لتصبح أول عربية وخامس امرأة تدخل الأكاديمية.
كانت جبار بروفسيرة الأدب الفرنكفوني في جامعة نيويورك. وقد رشحت لنيل جائزة نوبل في الآداب عام 2009. توفيت آسيا جبار يوم السبت 7 فبراير 2015 في أحد مستشفيات العاصمة الفرنسية باريس ودفنت في مسقط رأسها شرشال (غرب الجزائر) تنفيذا لوصيتها.

## تكريم
في عام 2016، تم تأسيس يوم آسيا جبار في مونتريال، ويتم الاحتفال به سنويًا في 16 يونيو من قبل اتحاد كتاب كيبيك (UNEQ)، ومنظمة Racines et Confluences، وإصدارات Mémoire d'encrier وشركة الإنتاج الفني والسينمائي SN Production .

## وصلات خارجية
- آسيا جبار على موقع المكتبة المفتوحة (الإنجليزية)
- آسيا جبار على موقع IMDb (الإنجليزية)
- آسيا جبار على موقع الموسوعة البريطانية (الإنجليزية)
- آسيا جبار على موقع مونزينجر (الألمانية)
- آسيا جبار على موقع ألو سيني (الفرنسية)
- آسيا جبار على موقع أول موفي (الإنجليزية)
- آسيا جبار على موقع إن إن دي بي (الإنجليزية)
- آسيا جبار على موقع قاعدة بيانات الفيلم (الإنجليزية)